# Brazielboom
De brazielboom (Paubrasilia echinata, synoniemen: Caesalpinia echinata, Guilandina echinata) is een boomsoort uit de vlinderbloemenfamilie. De soort bereikt een hoogte van 10 tot 15 m. De boom is zeldzaam en wordt met uitsterven bedreigd.
De boom komt van nature voor in Brazilië waar deze te vinden is in de staten Alagoas, Bahia, Espírito Santo, Minas Gerais, Rio de Janeiro, São Paulo, Pernambuco, Rio Grande do Norte en Sergipe. De soort komt van nature in primair bos voor en is relatief zeldzaam in het wild: de IUCN heeft de soort aangemerkt als bedreigd. Ze wordt echter op grote schaal gecultiveerd.
Het hout heet brazielhout en wordt onder andere gebruikt voor strijkstokken. In de 17e en 18e eeuw werd het geraspte hout gebruikt als grondstof voor rode verf. In Suriname en op de Nederlandse Antillen heet de boom dan ook "verfboom". Tegenwoordig ook wel gebruikt voor houtskool.